# Ерков, Желько
Желько Ерков (хорв. Жељко Јерков; род. 6 ноября 1953, Пула, Истрийская жупания) — югославский баскетболист, чемпион и призёр чемпионатов Европы, мира и Олимпийских игр.

## Биография
В 1973, 1975 и 1977 годах Ерков в составе сборной Югославии становился чемпионом Европы. В 1974 году югославы стали серебряными призёрами чемпионата мира в Пуэрто-Рико. В 1978 году Ерков выиграл золото чемпионата мира в Маниле. В 1979 году стал бронзовым призёром чемпионата Европы в Италии. В 1982 году команда Югославии стала бронзовым призёром чемпионата мира в Колумбии.
На летних Олимпийских играх 1976 года в Монреале югославы завоевали олимпийское серебро. Через четыре года в Москве югославские баскетболисты стали олимпийскими чемпионами.

## Семья
Дочь Миа Ерков — хорватская волейболистка.